# Flughafen Kasan

i7
i11
i13
Der Flughafen Kasan (IATA-Code: KZN, ICAO-Code: UWKD) ist ein Verkehrsflughafen in Russland in Stolbischtsche, Rajon Laischewo, Tatarstan, 28 km südlich vom Zentrum der Millionenstadt Kasan. Er wurde 1979 eröffnet und ist heute der größte Flughafen Tatarstans und einer der wichtigsten Flughäfen in der Wolgaregion.

## Geschichte
Die Entscheidung, in Kasan einen zweiten Flughafen zu bauen, fiel 1972. Der alte Flughafen, 8 km nordwestlich der Stadt, „Kasan-1“, war nicht mehr ausreichend, schon im Jahre 1972 fertigte er über 1,6 Mio. Passagiere ab. Außerdem bedurfte es einer neuen Landebahn, um Flugzeuge des Typs Tu-134 annehmen zu können. 1979 wurden die Bauarbeiten abgeschlossen, und die 2500 m lange Start- und Landebahn wurde mit den Flugzeugtypen Tu-124 und Tu-134 angeflogen. Am 15. September 1979 fand der erste Linienflug statt, eine Passagiermaschine aus Sotschi. 1982 wurde der Flughafen für die Abfertigung der Il-86 ausgebaut. Der Flughafen wurde 1984 in „Kasan“ umbenannt, bis dahin hieß er „Kasan-2“. Der erste internationale Flug startete 1987 nach Berlin, einige Monate zuvor erhielt der Flughafen den Status „International“. Schnell wurden auch Verbindungen nach Polen, Albanien, China, Bulgarien und in die Mongolei aufgenommen. Seit Oktober 1992 besteht die Möglichkeit, nach Istanbul zu fliegen. Seit März 1997 flog die Lufthansa auf der Route Kasan–Frankfurt, welche im April 2013 eingestellt wurde. Seit Juni 2016 wird die Verbindung zweimal wöchentlich durch Aeroflot bedient.
Ab dem 1. Juni 1992 betreibt den Flughafen das Unternehmen „Internationaler Flughafen Kasan AG (ОАО Международный аэропорт Казань)“. Ende des Jahres 1994 wurde der Ausbau des Flughafens beschlossen. Die wichtigsten Punkte waren der Ausbau des Flughafenbahnhofs und des Treibstoffsystems sowie der Bau einer Landebahn von 3750 m Länge. Außerdem sollte die Flugleitzentrale modernisiert und ein Frachtkomplex, ein Vier-Sterne-Hotel und ein Hangar gebaut werden. Das Treibstoffsystem wurde 2001 modernisiert und die Landebahn im Juli 2004 fertiggestellt. Den Zuschlag für die Modernisierung der Kommunikationsanlagen bekam Siemens. 2004 entschied man noch zusätzlich, einen Business-Terminal für 132 Mio. Rubel mit einer Kapazität von 100 Passagieren pro Stunde zu errichten. Alle Bauarbeiten wurden bis 2005, zum 1000-jährigen Jubiläum der Stadt, beendet. Insgesamt kostete die 1994 beschlossene Modernisierung (zusätzlich zum Business-Terminal) 765 Mio. Rubel. Der zweite Flughafen Kasans nordöstlich der Stadt wurde 2004 geschlossen und später zu einer Pferderennbahn umgebaut.
Bis zum Jahr 2008 wuchsen die Passagierzahlen stark. So bediente der Flughafen im Jahr 2008 751.504 Fluggäste, das ist ein Plus von 21,9 % zum Vorjahr. Besonders stark stiegen die Passagierzahlen bei den internationalen Flügen, 315.255 (+29,5 %). Auf den Inlandsflügen waren es mit 436.249 Passagieren 17 % mehr als im Jahr 2007. 2008 starteten insgesamt 8.238 Flugzeuge.
Im Jahr 2012 wurden am Flughafen 1,48 Mio. Passagieren abgefertigt, was einer Steigerung von über 21 % im Vergleich zu 2011 entspricht.
Wieder ein Jahr später stieg das Passagieraufkommen um 24,2 % auf 1,847 Mio. Passagiere. Das Wachstum fiel mit 30,3 % bei den Passagieren internationaler Flüge, die etwa die Hälfte der Passagiere darstellen, besonders stark aus. Im Jahr 2014 flogen knapp eine Million Passagiere national (+9,9 %), bei den internationalen Flügen stieg die Passagierzahl nur leicht auf 943.403 (+0,5 %).

## Zwischenfälle
- Am 30. April 1953 musste eine Iljuschin Il-12P der Aeroflot (CCCP-L1777) auf dem Flug von Moskau zum Flughafen Kasan im Anflug infolge eines Vogelschlags in der Wolga notgewassert werden. Die Notwasserung überlebten alle 23 Insassen, jedoch ertrank ein mit einem dicken Mantel bekleideter Fluggast später in dem Fluss.[7]

- Am 17. November 2013 kamen bei der missglückten Landung einer aus Moskau kommenden Boeing 737-500 der russischen Tatarstan Airlines (VQ-BBN) auf dem Flughafen Kasan alle 50 Insassen ums Leben. Die Maschine stürzte beim Durchstarten aufgrund eines Strömungsabrisses ab. An Bord befanden sich 44 Passagiere und sechs Besatzungsmitglieder (siehe auch Tatarstan-Airlines-Flug 363).[8][9]

## Flugverbindungen
- Aeroflot: Moskau-Scheremetjewo,  Frankfurt
- Bugulma Air Enterprise: Bugulma, Jekaterinburg
- Kazan Air Enterprise: Ufa
- Kuban Airlines: Surgut, Krasnodar
- Rossiya Airlines: Scharm El-Scheich
- S7 Airlines: Moskau-Domodedowo, Scharm El-Scheich
- Tatarstan Airlines: Barcelona, Dubai, Duschanbe, Hurghada, Flughafen Istanbul, Chudschand, Mineralnyje Wody, Moskau-Domodedowo, Moskau-Scheremetjewo, Nischnekamsk, Nowokusnezk, Scharm El-Scheich, St. Petersburg, Taba, Taschkent
- Turkish Airlines: Antalya, Flughafen Istanbul
- UTair: Moskau-Wnukowo, St. Petersburg
- Uzbekistan Airways: Fergana, Taschkent, Samarkand